# Chibilub (Tekom)
Chibilub es una localidad situada en el municipio de Tekom, en el estado de Yucatán, México. Según el censo de 2020, tiene una población de 244 habitantes.

## Toponimia
El nombre (Chibilub) proviene del idioma maya.

## Demografía
Según el censo de 2020 realizado por el INEGI, la población de la localidad es de 244 habitantes, de los cuales 112 son hombres y 132 son mujeres.
| 41                          | 121 | 108 | 164 | 162 | 155 | 190 | 204 | 217 | 237 | 244 |
| (Fuente: INEGI [Consultar]) |     |     |     |     |     |     |     |     |     |     |